# Schweizer Fussballmeisterschaft 1905/06
Die neunte Schweizer Fussballmeisterschaft fand 1905/1906 statt. Der FC Winterthur wurde nach zwei Jahren in der Serie B überraschend Schweizer Meister.

## Modus
Die höchste Spielklasse, die Serie A, wurde in drei regionale Gruppen eingeteilt. Ein Sieg brachte 2 Punkte, ein Remis 1 Punkt ein. Der Sieger jeder Gruppe qualifizierte sich für die Finalspiele. In der Serie A Ost wurde der Teilnehmer der Finalspiele in einem Entscheidungsspiel bestimmt.

## Serie A

### Serie A Ost

#### Gruppe 1
| Pl. | Verein                  | Sp. | S | U | N | Tore    | Diff. | Punkte |
| --- | ----------------------- | --- | - | - | - | ------- | ----- | ------ |
| 1.  | FC Zürich               | 6   | 4 | 2 | 0 | 015:400 | +11   | 10     |
| 2.  | Grasshopper Club Zürich | 6   | 2 | 1 | 3 | 010:120 | −2    | 05     |
| 3.  | Young Fellows Zürich    | 6   | 2 | 1 | 3 | 010:150 | −5    | 05     |
| 4.  | Kickers Zürich          | 6   | 1 | 2 | 3 | 011:150 | −4    | 04     |

#### Gruppe 2
| Pl. | Verein                | Sp. | S | U | N | Tore    | Diff. | Punkte |
| --- | --------------------- | --- | - | - | - | ------- | ----- | ------ |
| 1.  | FC Winterthur         | 4   | 3 | 1 | 0 | 015:600 | +9    | 07     |
| 2.  | FC St. Gallen         | 4   | 2 | 1 | 1 | 012:900 | +3    | 05     |
| 3.  | Blue Stars St. Gallen | 4   | 0 | 0 | 4 | 001:130 | −12   | 0      |

#### Finale Ost
|               | Ergebnis |           |
| ------------- | -------- | --------- |
| FC Winterthur | 5:0      | FC Zürich |

### Serie A Zentral
| Pl. | Verein          | Sp. | S | U | N | Tore    | Diff. | Punkte |
| --- | --------------- | --- | - | - | - | ------- | ----- | ------ |
| 1.  | Young Boys Bern | 6   | 3 | 3 | 0 | 020:120 | +8    | 09     |
| 2.  | FC Bern         | 6   | 3 | 1 | 2 | 013:120 | +1    | 07     |
| 3.  | Old Boys Basel  | 6   | 1 | 2 | 3 | 008:110 | −3    | 04     |
| 4.  | FC Basel        | 6   | 2 | 0 | 4 | 011:170 | −6    | 04     |

### Serie A West
| Pl. | Verein               | Sp. | S | U | N | Tore    | Diff. | Punkte |
| --- | -------------------- | --- | - | - | - | ------- | ----- | ------ |
| 1.  | Servette Genf        | 6   | 4 | 2 | 0 | 017:500 | +12   | 10     |
| 2.  | Montriond Lausanne   | 6   | 3 | 2 | 1 | 016:700 | +9    | 08     |
| 3.  | FC La Chaux-de-Fonds | 6   | 3 | 0 | 3 | 015:900 | +6    | 06     |
| 4.  | FC Genève            | 6   | 0 | 0 | 6 | 005:320 | −27   | 0      |

### Finalspiele
| Datum      |                    | Ergebnis |                    | Ort      |
| ---------- | ------------------ | -------- | ------------------ | -------- |
| 22.04.1906 | FC Winterthur      | 4:2      | Servette FC Genève | Bern     |
| 07.05.1906 | Servette FC Genève | 4:1      | FC Young Boys      | Lausanne |
| 14.05.1906 | FC Winterthur      | 5:2      | FC Young Boys      | Zürich   |

| Pl. | Verein          | Sp. | S | U | N | Tore    | Diff. | Punkte |
| --- | --------------- | --- | - | - | - | ------- | ----- | ------ |
| 1.  | FC Winterthur   | 2   | 2 | 0 | 0 | 009:400 | +5    | 04     |
| 2.  | Servette Genf   | 2   | 1 | 0 | 1 | 006:500 | +1    | 02     |
| 3.  | Young Boys Bern | 2   | 0 | 0 | 2 | 003:900 | −6    | 0      |

## Serie B
Montriond Lausanne 2 wurde Sieger der Serie B.